# Notoglyptus jujuyensis
Notoglyptus jujuyensis is een vliesvleugelig insect uit de familie Pteromalidae. De wetenschappelijke naam werwd voor het eerst geldig gepubliceerd in 1999 door Neder de Román als Desantisiana jujuyensis.